# Homoneura picta
Homoneura picta är en tvåvingeart som först beskrevs av de Meijere 1904.  Homoneura picta ingår i släktet Homoneura och familjen lövflugor. Inga underarter finns listade i Catalogue of Life.